# Mário António Fernandes de Oliveira
Mário António Fernandes de Oliveira (Maquela do Zombo, 4 de abril de 1934-Lisboa, 7 de febrero de 1989) fue un poeta y activista político angoleño.

## Biografía
Nació en Maquela do Zombo, en la provincia de Uige el 5 de abril de 1934. Poco después, su familia se trasladó a Luanda, donde pasó su infancia y juventud. Mientras aún estaba en la escuela secundaria, comenzó a escribir poesía.
Activista político, estuvo vinculado a la creación del Partido Comunista de Angola (PCA) y del Partido da Luta Unida dos Africanos de Angola (PLUAA). También formó parte de la creación del movimiento literario Vamos descobrir Angola!.
En 1963 se trasladó a Portugal, residiendo en la institución Casa dos Estudantes do Império.
En 1987, obtuvo el doctorado en Estudios Portugueses, especializándose en Literaturas Africanas de Expresión Portuguesa.

## Obras

### Libros
- Poesía (1956)
- Amor (1960)
- Poemas y Canto Miúdo (1960)
- Chingufo. poemas angoleños (1961)
- 100 poemas (1963)
- Mahezu (1966)
- Tiempo de poesía (1966)
- Rostro de Europa (1968)
- Corazón trasplantado (1970)
- Lusiadas (1978)
- Alfonso el Africano (1980)
- 50 años, 50 poemas (1988)
- cincuenta (1988);
- Gente para el romance: Álvaro, Lígia, António (1961)
- Crónica de una ciudad extraña (1964; 1978)
- Juerga de fin de semana (1965)
- La Sociedad Angoleña de finales del siglo XIX y su escritor (1961)
- Colaboraciones angoleñas en el «Almanaque de las Memorias, 1851-1900» (1966)
- Luanda - Criollo isleño (1968)
- angoleño. Documentación sobre Angola, I, 1783-1883 (1968)
- El primer libro de poemas publicado en el África portuguesa (1970)
- angoleño. Documentación sobre Angola, II 1882-1887 (1971)
- Hacia una perspectiva criolla de la literatura angoleña: el «Depósito de las cosas angoleñas» de JD Cordeiro da Matta (1974)
- Descolonización portuguesa. Aproximación a un Estudio I y II (1979 y 1982)
- Algunos aspectos de la administración de Angola en tiempos de reforma, 1834-1851 (1981)
- La formación de la literatura angoleña, 1851-1950 (1987)
- Releyendo África (1990)
- 50 años (1988)
- Obra poética (1999)

- Poema da Farra (música de Ruy Mingas )[4]
- Poema da Farra (música de Fausto Bordalo Dias, en el disco A Preto e Branco ) (1988)